# Julia Castillo
Julia Castillo (Madrid, 1956) es una antropóloga y poeta española de la generación de los ochenta o postnovísimos.
Obtuvo el Premio Adonais en 1974 por Urgencias de un río interior. Es licenciada en antropología. Ha publicado un ensayo sobre la literatura fantástica en los Siglos de Oro y editado la obra completa del poeta del siglo XV García Sánchez De Badajoz. Ha sido traducida al francés por Robert Marteau.

### Pliegos de poesía
- 1981, Tarde. Torre de las Palomas. Málaga.
- 1982, El hombre fósil. Maina. Madrid.
- 1983, Auieo Cuadernillos de Madrid. Madrid.
- 1988, Quien guarda ese rebaño. Hojas de la Merced. Madrid.
- 1993, Inéditos. Cuadernos del Centro Cultural Generación del 27. Málaga.